# Nazionale femminile di calcio del Kosovo
La nazionale di calcio femminile del Kosovo è la rappresentativa calcistica femminile internazionale del Kosovo, gestita dalla locale federazione calcistica (FFK).
In base alla classifica emessa dalla FIFA il 9 dicembre 2022, la nazionale femminile occupa il 111º posto del FIFA/Coca-Cola Women's World Ranking.
Come membro dell'UEFA può partecipare a vari tornei di calcio internazionali, quali il campionato mondiale FIFA, la campionato europeo UEFA, i Giochi olimpici estivi e i tornei a invito.

## Storia
Dopo una serie di incontri svoltisi nell'arco di due anni, il 13 gennaio 2014 la FIFA concesse a squadre rappresentanti il Kosovo di poter disputare partite amichevoli contro nazionali affiliate alla FIFA. Questa concessione giunse ad alcune condizioni, tra le quali il non poter esporre simboli nazionali, come la bandiera, e non poter far suonare l'inno nazionale. Nel febbraio 2016 la nazionale kosovara giocò e vinse una prima partita amichevole contro l'Albania. Il 3 maggio 2016, in occasione del 40º congresso ordinario, la federazione calcistica del Kosovo venne ammessa tra i membri dell'UEFA. Il 13 maggio successivo arrivò anche l'ammissione tra i membri FIFA.
Grazie all'ammissione a UEFA e FIFA la nazionale kosovara poté partecipare alle gare di qualificazione alle principali competizioni internazionali. La prima occasione si presentò nel 2017 col sorteggio per le qualificazioni UEFA al campionato mondiale 2019. Il Kosovo partecipò al turno preliminare, venendo inserito nel gruppo 2 assieme a Grecia, Albania e Malta. Perse tutte e tre le partite disputate, venendo eliminato come ultimo classificato. In seguito, partecipò per la prima volta alle qualificazioni al campionato europeo 2022, venendo inserito nel gruppo A. Il 30 agosto 2019 fece il suo esordio, vincendo a Pristina 2-0 contro la Turchia, ottenendo la prima vittoria in una partita valida per competizioni UEFA o FIFA. Il Kosovo concluse il gruppo di qualificazione al quarto posto, grazie alle tre vittorie conquistate.
Nelle qualificazioni UEFA al campionato mondiale 2023 la nazionale kosovara venne inserita nel gruppo F, che concluse al penultimo posto e due vittorie conquistate. Nel febbraio 2023 vinse il suo primo trofeo, vincendo la Turkish Women's Cup, torneo a invito organizzato ad Alanya.

## Partecipazione ai tornei internazionali
Legenda: Grassetto: Risultato migliore, Corsivo: Mancate partecipazioni

## Palmarès
- Turkish Women's Cup: 1

2023

## Selezionatrici
- 2017-2022:  Afërdita Fazlija
- 2022-oggi:  Karin Anneli Andersen

## Rosa
Lista delle 24 giocatrici convocate dalla selezionatrice Karin Anneli Andersen per la Turkish Women's Cup 2023 in programma dal 15 al 21 febbraio 2023.
| N. | Pos. | Giocatore           | Data nascita (età) | Pres. | Reti | Squadra        |  |
| -- | ---- | ------------------- | ------------------ | ----- | ---- | -------------- |  |
|    | P    | Lavdie Behramaj     | 1º maggio 1999     |       |      | Mitrovica      |  |
|    | P    | Alma Demiri         | 27 giugno 2005     |       |      | Colonia II     |  |
|    | P    | Besarta Leci        | 14 ottobre 1993    |       |      | Stoccarda      |  |
|    |      |                     |                    |       |      |                |  |
|    | D    | Viola Avduli        | 22 novembre 1999   |       |      | Zurigo         |  |
|    | D    | Agnesa Gashi        | 21 maggio 1998     |       |      | Mitrovica      |  |
|    | D    | Besarta Hisenaj     | 21 ottobre 1998    |       |      | Andernach      |  |
|    | D    | Edona Kryeziu       | 3 ottobre 1995     |       |      | Mitrovica      |  |
|    | D    | Blerta Smaili       | 8 maggio 2002      |       |      | Sundsvalls DFF |  |
|    |      |                     |                    |       |      |                |  |
|    | C    | Erona Bajrami       | 10 settembre 2003  |       |      | Hajvalia       |  |
|    | C    | Kaltrina Biqkaj     | 5 agosto 2000      |       |      | Mitrovica      |  |
|    | C    | Albulena Guri       | 16 dicembre 2004   |       |      | Hajvalia       |  |
|    | C    | Donjeta Halilaj     | 12 marzo 2000      |       |      | Mitrovica      |  |
|    | C    | Loreta Lulaj        | 24 giugno 2003     |       |      | RB Lipsia II   |  |
|    | C    | Lumbardha Misini    | 3 maggio 2003      |       |      | Hajvalia       |  |
|    | C    | Fatlinda Ramaj      | 1º ottobre 2000    |       |      | Hajvalia       |  |
|    | C    | Blerta Shala        | 3 dicembre 1998    |       |      | Mitrovica      |  |
|    | C    | Iliriana Vllasalija | 16 giugno 1999     |       |      | Ifö Bromölla   |  |
|    |      |                     |                    |       |      |                |  |
|    | A    | Elizabeta Ejupi     | 21 aprile 1994     |       |      | Sunderland     |  |
|    | A    | Feride Kastrati     | 23 maggio 1993     |       |      | Hajvalia       |  |
|    | A    | Erëleta Memeti      | 30 giugno 1999     |       |      | Hoffenheim     |  |
|    | A    | Valentina Metaj     | 3 ottobre 2004     |       |      | Ifö Bromölla   |  |
|    | A    | Rrezona Ramadani    | 5 settembre 2002   |       |      | Vllaznia       |  |
|    | A    | Jehona Shala        | 28 maggio 2001     |       |      | Vllaznia       |  |
|    | A    | Egzona Zeka         | 25 aprile 1997     |       |      | Mitrovica      |  |